# Episodi di Niente paura, c'è Alfred! (seconda stagione)
Questa è la lista degli episodi della seconda stagione della serie animata Niente paura, c'è Alfred!.
| Nº      | Titolo italiano Giapponese 「Kanji」 - Rōmaji                                  | In onda          | In onda        |
| Nº      | Titolo italiano Giapponese 「Kanji」 - Rōmaji                                  | Giapponese       | Italiano       |
| 27 (1)  | Amore a prima vista 「君の瞳にひとめぼれ」 - Kimi no hitomi ni hitomebore      | 2 ottobre 1989   | 1990           |
| 28 (2)  | Il regalo del re 「王様のおくりもの」 - Ōsama no okuri mono                    | 9 ottobre 1989   |                |
| 29 (3)  | La missione in Sudafrica 「アトリケへ船は進む」 - Atorike e fune wa susumu     | 16 ottobre 1989  |                |
| 30 (4)  | Vacanza movimentata 「南海の小島はカメ」 - Nankai no kojima wa kame            | 23 ottobre 1989  |                |
| 31 (5)  | Una missione pericolosa 「不思議な海底旅行」 - Fushigina kaitei ryokō          | 30 ottobre 1989  |                |
| 32 (6)  | I Dodo 「海の中のガラス玉」 - Umi no naka no garasutama                        | 6 novembre 1989  |                |
| 33 (7)  | Mezzogiorno di fuoco 「西部劇はもういやだ」 - Seibu geki wa mō iyada           | 11 novembre 1989 |                |
| 34 (8)  | La medicina egiziana 「古代王朝の薬を探せ」 - Kodai ōchō no kusuri o sagase    | 20 novembre 1989 |                |
| 35 (9)  | In trappola nel labirinto 「迷路のピラミッド」 - Meiro no piramiddo            | 27 novembre 1989 |                |
| 36 (10) | Il grande concerto 「ピアノなんか大嫌い」 - Piano nanka daikirai               | 4 dicembre 1989  |                |
| 37 (11) | Il viaggio di Salem 「王子様からの招待状」 - Ōji-sama kara no jōtaijō          | 11 dicembre 1989 |                |
| 38 (12) | L'amore trionfa 「国境を越えた愛」 - Kokkyō o koeta ai                         | 18 dicembre 1989 |                |
| 39 (13) | Alfred fa da babysitter 「魔女のプロポーズ」 - Majo no puropōzu                | 25 dicembre 1989 |                |
| 40 (14) | Piramidi in pericolo 「ぬすまれた設計図」 - Nusuma reta sekkeizu               | 8 gennaio 1990   |                |
| 41 (15) | L'eruzione del vulcano 「火山島!謎の大噴火」 - Kazanjima! Nazo no dai funka    | 15 gennaio 1990  |                |
| 42 (16) | Salviamo il drago 「怪獣ドラゴンを救え」 - Kaijū doragon o sukue               | 22 gennaio 1990  |                |
| 43 (17) | Le elezioni 「王様の新しい国造り」 - Ōsama no atarashī kuni-dzukuri            | 29 gennaio 1990  |                |
| 44 (18) | Affari sporchi 「ドルフの危険な賭け」 - Dorufu no kiken'na kake                | 5 febbraio 1990  |                |
| 45 (19) | La strana epidemia 「謎の病原菌大発生」 - Nazo no byōgenkin dai hassei         | 12 febbraio 1990 |                |
| 46 (20) | Viaggio sulla luna 「月のピエロを探せ」 - Tsuki no piero o sagase              | 19 febbraio 1990 |                |
| 47 (21) | Il violino magico 「魔法のヴァイオリン」 - Mahō no vuaiorin                    | 26 febbraio 1990 |                |
| 48 (22) | Il golf 「ゴルフがビジネス?」 - Gorufu ga bijinesu?                            | 5 marzo 1990     |                |
| 49 (23) | La leggenda dell'arcobaleno 「美しき虹を求めて」 - Utsukushiki niji o motomete | 12 marzo 1990    |                |
| 50 (24) | La coppa d'oro 「黄金の壺を捜し出せ」 - Ōgon' no tsubo o sagashidase           | 19 marzo 1990    |                |
| 51 (25) | Motori e aria pulita 「緑の自然を守れるか」 - Midori no shizen o mamoreru ka   | 26 marzo 1990    |                |
| 52 (26) | L'ultima sfida di Pungolo 「ドルフ最後の闘い」 - Dorufu saigo no tatakai       | 29 marzo 1990    | 6 gennaio 1991 |